# Lista över insjöar i Älvdalens kommun
Detta är en lista över sjöar i Älvdalens kommun baserad på sjöns utloppskoordinat. Listan är av tekniska skäl uppdelad på flera listor.

## Listor
- Lista över Insjöar i Älvdalens kommun (1-1000)
- Lista över Insjöar i Älvdalens kommun (1000-)